# (35026) 1981 EM16
(35026) 1981 EM16 es un asteroide perteneciente al cinturón de asteroides, descubierto el 6 de marzo de 1981 por Schelte John Bus desde el Observatorio de Siding Spring, Nueva Gales del Sur, Australia.

## Designación y nombre
Designado provisionalmente como 1981 EM16.

## Características orbitales
1981 EM16 está situado a una distancia media del Sol de 3,072 ua, pudiendo alejarse hasta 3,185 ua y acercarse hasta 2,958 ua. Su excentricidad es 0,037 y la inclinación orbital 9,876 grados. Emplea 1966,88 días en completar una órbita alrededor del Sol.

## Características físicas
La magnitud absoluta de 1981 EM16 es 14,4. Tiene 4,444 km de diámetro y su albedo se estima en 0,225. 